# Roschier
Roschier, Attorneys Ltd, även Roschier Advokatbyrå AB, är en nordisk advokatbyrå med finskt ursprung som till november år 2006 hette Roschier Holmberg. Byrån har runt 360 anställda, varav cirka 230 jurister - varav i sin tur - 44 st är delägare. Sedan hösten 2005 finns advokatbyrån även representerad i Stockholm med kontor vid Brunkebergstorg.
Byrån bedriver uteslutande affärsjuridisk verksamhet - som juridisk rådgivare till riskkapitalbolag, banker och företag - och rankas högt i olika återkommande kvalitetsundersökningar. Vinsten i företaget fördelas mellan delägarna enligt principen om true partnership.

## Samarbete med högskolor och universitet
Företaget är en av medlemmarna, benämnda Partners, i Handelshögskolan i Stockholms partnerprogram för företag som bidrar finansiellt till högskolan och nära samarbetar med den vad gäller forskning och utbildning. Roschiers finska avdelning samarbetar även med den juridiska fakulteten vid Helsingfors universitet.